# Szomato-pszichoterápia
Szomato-pszichoterápiáknak vagy test-pszichoterápiáknak (angolul body psychotherapy, somatic psychotherapy, somatic psychology, franciául therapie psycho-corporelle, somato-psychothérapie, németül körperpsychotherapie) nevezzük szűkebb értelemben Freud egyik korai követőjének, Wilhelm Reich-nek a munkásságából kifejlődött reichiánus, posztreichiánus és neoreichiánus terápiás formákat. 

Szélesebb értelemben szomato-pszichoterápiának nevezzük az olyan pszichoterápiás módszereket, amelyek hangsúlyozottan a testélményekkel dolgoznak, és bevonják magát a testet is a pszichoterápiás munkába.
A szomato pszichoterápiák különféle érzelmi, párkapcsolati problémák, lelki eredetű szomatikus megbetegedések valamint testképzavarok esetében jó eredménnyel alkalmazhatók.
A test, mint élő emlékezet és társas kapcsolati realitást teremtő jelenlét a szomato-pszichoterápiák feltáró és intervenciós módszerei által megszólaltathatók. A legkorábbi testérzetek és a későbbi tapasztalások nyomán kialakult tudatos és tudattalan testkép, a testi lét nem tudatosuló története és élménytartománya is bekerülhet a pszichoterápia fókuszába. A szomato-pszichoterápiák feltételezik a testi tudattalan létezését, az ösztönszerű késztetések, az érintések, simogatások emléknyomait, valamint a traumatikus tapasztalásokat őrző emlékek tárházát. A testi tudattalan meghatározó lehet a társas kapcsolatokban, az intimitásban megélhető élménypotenciálra, általános pszichés tónusra.
A szomato-pszichoterápiák testi pszichoterápiás eszközöket verbális módszerekkel ötvözik az élményszerveződési minták feltárása, tudatosítása, átdolgozása, illetve ezeknek az élettörténetbe való integrálása végett. A reflektálható és prereflektív testsémával, a preszimbolikus és preverbális neuro-muszkuláris lenyomatokkal, az archaikus testérzetekkel, a mag-szelf illetve a bontakozó szelfélmény tapasztalati tartományával történő, feltáró, esetenként szupportív és korrektív tapasztalást nyújtó módszerek alkalmazói pszichodinamikus módszerekben alapos jártassággal rendelkeznek.
Magyarországon a Magyar Szomato-pszichoterápiás Egyesület teremtette meg a szomato-pszichoterápiák alkalmazásához és oktatásához az intézményes kereteket.

## Külső hivatkozások
- szomato.org